# Новоли
Новоли (итал. Novoli) — коммуна в Италии, располагается в регионе Апулия, в провинции Лечче.
Население составляет 8399 человек (2008 г.), плотность населения составляет 498 чел./км². Занимает площадь 17 км². Почтовый индекс — 73051. Телефонный код — 0832.
Покровителями коммуны почитаются Пресвятая Богородица (Maria SS. del Pane), празднование в третье воскресение июля, и святой Антоний Великий, празднование 17 января.

## Демография
Динамика населения:

## Администрация коммуны
- Официальный сайт: http://www.comune.novoli.le.it/ Архивная копия от 22 июля 2011 на Wayback Machine